# Thilachium sumangui
Thilachium sumangui là một loài thực vật có hoa trong họ Capparaceae. Loài này được Bojer miêu tả khoa học đầu tiên năm 1843.